# Стийв Вай
Стийв Вай (на английски: Steven Siro „Steve“ Vai) е американски китарист, композитор и музикален продуцент. Роден е през 1960 в Карл Плейс, Лонг Айлънд. От 70-те години свири на китара, като известно време взима уроци от Джо Сатриани, а по-късно посещава Музикалния колеж Бъркли в Бостън. В края на 70-те се запознава с Франк Запа и известно време работи с него. През 1982 се премества в Калифорния, където записва първия си албум „Flex-Able“ (1984). През следващите години свири с различни групи и музиканти – Heresy, Алкатраз, Боб Харис, Дейвид Лий Рот, Public Image Ltd, Уайтснейк, Алис Купър, Ози Озбърн, Грег Бисонет, Ал Ди Меола, Джо Джексън, Motörhead и други. Той записва албуми и участва в турнета със своя собствена група, както и с Джо Сатриани.

## Кариера

### 70-те и 80-те
През 1974 г. Стийв взема уроци по китара от Джо Сатриани и свири в няколко местни групи. Силно влияние върху него оказват китаристи като Джеф Бек и Алан Холдсуорд. Тогава Вай постъпва в музикалния колеж в Бъркли. След това Стийв изпраща по пощата на Франк Запа транскрипция на песента му „The Black Page“ (инструментал, написан за барабани) заедно със собствено китарно изпълнение. Запа е толкова впечатлен от музикалните способности на младия китарист, че през 1979 г. го наема да направи транскрипции на още няколко негови китарни сола, включително на много от Joe's Garage и серията Shut Up 'n' Play Yer Guitar. Тези транскрипции са издадени през 1982 г. в „The Frank Zappa Guitar Book“.
Освен да прави транскрипции, Вай озвучава и много китарни сола от „You Are What You Is“. След това той става пълноправен член на групата и поема на първото си турне със Запа през есента на 1980 г. Един от тези първи концерти с Вай на китарата, записан в Бъфало, е издаден през 2007 г. Запа се обръща към Стийв с: „моя малък италиански виртуоз“, а частите, които изпълнява, се записват в поле с име „каскадна китара“ или „невъзможни китарни сола“. По-късно Вай ще участва в записа Zappa's Universe (1993). През 2006 г. участва като специален гост в проекта на Дуийзъл Запа „Zappa Plays Zappa“.
След като напуска Запа през 1982 г. Вай се премества в Калифорния, където записва първия си самостоятелен албум „Flex-Able“ и свири в няколко групи. През 1985 г. замества Ингви Малмстийн в групата на Греъм Бонит Alcatrazz, с които записва албумът „Disturbing the Peace“. По-късно същата година се присъединява към бившия вокал на Van Halen Дейвид Лий Рот и записват албумите „Eat 'Em and Smile“ и „Skyscraper“. Това поставя Вай в полезрението на по-голяма част от почитателите на рока, тъй като откакто Рот напуска Van Halen, е в непрекъснат публичен спор с групата, а Вай е сравняван от много коментатори с Еди Ван Хален.
През 1986 г. Вай изненадва всички, като свири с бившия член на Sex Pistols Джон Лидън и групата му Public Image Ltd. в албума им „Album“ (познат също като „Compact Disc“ „Cassette“). След това през 1989 г. Вай заема мястото на Адриан Ванденберг в британската рок група Уайтснейк, тъй като Вандерберг си наранява ръката малко преди започването на записите на албума „Slip of the Tongue“. Вай участва и в албума на Алис Купър „Hey Stoopid“ (заедно с Джо Сатриани изпълняват песента „Feed my Frankenstein“).

## 90-те и след 2000 г.
Вай редовно свири по концерти със своята група и с Джо Сатриани в поредицата от концерти G3. Дейвид Лий Рот, Mr. Big и басистът Били Шиън свирят с него по време на световното му турне. През 1990 г. Вай издава соловия си албум „Passion and Warfare“, който се приема много добре от критиката. Песента „For the Love of God“ достига #29 в читателската класация за китарно соло на всички времена на списание Guitar World.
През 1994 г. Вай започва да твори и записва парчета с Ози Озбърн. Само едно парче обаче е включено в албума „Ozzmosis“ – „My Little Man“. Въпреки че Вай е написва парчето, той не участва в записите. Вместо него китарните части се изпълняват от Зак Уайлд. През различни години от 90-те в групата на Вай участват Майк Манджини (барабани), Майк Кенили (китара) и Филип Бино (бас). През 1994 г. Вай получава Грами за изпълнението на „Sofa“ от албума „Zappa's Universe“.
През юли 2002 г. Вай свири с Токийския симфоничен оркестър в премиерата на композитора Ичиро Нодайра „Fire String“ – концерт за електрическа китара и оркестър.
През 2003 г. барабанистът Върджил Донати е заменен от Джереми Колсън, с който през 2004 г. са изсвирени редица произведения с оркестров аранжимент в концертна серия, озаглавена „Aching Hunger“. Последният албум на Вай „Sound Theories“ излиза през 2007 г.
През февруари 2005 г. Вай изсвирва в Париж композиция за две китари (електрическа и класическа), наречена „The Blossom Suite“ с участието на класическата китаристка Шарън Исбин. През 2006 г. Вай е поканен за специален гост заедно с Тери Бозио (барабани), Рей Уайт (китара, вокали) и Наполеон Мърфи Брок (саксофон, вокали) на „Zappa Plays Zappa“ („Запа свири Запа“) – турне, водено от Дуийзъл Запа, сина на Франк.
На 21 сепември 2006 г. Вай участва в специалния концерт „Video Games Live“ в Холивуд, Калифорния. Той изпълнява две парчета заедно с Холивудския оркестър – „Halo Theme“ и още една, написана специално за световната премиера на трейлъра на „Halo 3“. Освен това участва в албума на Dream Theater „Systematic Chaos“, в песента „Repentance“ (участието е по-скоро вокално, отколкото инструментално. тъй като Вай е един от многото музиканти участвали в записите).
През 2009 г., Вай получава докторска степен от музикалния институт на Лос Анджелис на церемония в Wiltern Theatre в града. В речта си към награждаването му Бет Марлис, вицепрезидент на образователния отдел на учебното заведение, казва: „Стийв Вай не просто вдъхнови безброй музиканти по целия свят и изигра голяма роля в развитието на модерното рок-китарно звучене, той също така олицетворява идеала на МИ за артист-просветител, който съчетава неуморното търсене на собственото си творческо виждане с чувството за отговорност, която носи като ментор на следващите поколения 1 Архив на оригинала от 2016-03-13 в Wayback Machine.“.

## Филантропия
През 2005 г. Вай се подписва като официален поддръжник на Little Kids Rock (Литъл Кидс Рок) – благотворителна организация, осигуряваща музикални инструменти и напътствия на деца в държавни училища в САЩ. Той е част и от директорския борд на организацията.
Стийв Вай е и съдия на третите и осмите годишни Независими музикални награди, подпомагащи независими творци.

## Favored Nations
Вай притежава Favored Nations – звукозаписна и издателска компания, която е насочена към международно издаване на музиканти. Организацията е разделена на три части: Favored Nations (Фейвърд Нейшънс), Favored Nations Acoustic (Фейвърд Нейшънс Акустик) и Favored Nations Cool (Jazz style) (Фейвърд Нейшънс Куул (Джаз Стайл)).
Сред творците, с които работи Favored Nations, са Ерик Джонсън, Стив Лукатър, Нийл Шон, Ингви Малмстийн, Джон Петручи, Джордан Рудес, Матиас Еклунд, Так Мацумото, Анди Тимънс, Джони Хиланд, Томи Емануел, Върнън Рейд, The Yardbirds (Дъ Ярдбърдс), Лари Кориъл, Мими Фокс, Ерик Сардинас, Дуийзъл Запа, Дейв Уейнър, Джеймс Робинсън и др.

## Личен Живот
Стив Вай е женен за Пиа Майоко, бивша басистка на Vixen, която участва в секс комедията „Твърди тела“. Вай и Майоко имат две деца – Джулиан Ейнджъл и Файър. В свободното си време Вай се занимава с пчеларство (Вай продава произведения мед за набиране на средства за организацията си Make a Noise Foundation).

## Участия в групи (без гостувания)
- Франк Запа (1980 – 82)
- Стийв Вай (1982 – 84)
- Alcatrazz (1985)
- Дейвид Лий Рот (1985 – 86)
- Public Image Ltd. (1985 – 86)
- Франк Запа (1986)
- Дейвид Лий Рот (1987 – 88)
- Уайтснейк (1988 – 90)
- Соло (1989 – )

### Състав
- Стийв Вай – вокали, китара
- Дейв Уейнър – ритъм китара, електрически ситар
- Ан Мари Калхън – цигулка, клавишни
- Алекс ДеПю – цигулка
- Брайън Белър – бас
- Джереми Колсън – барабани, перкусия

## Дискография

### Соло Албуми
- „Flex-Able“ (1984)
- „Flex-Able Leftovers“ (1984)
- „Passion and Warfare“ (1990)
- „Sex and Religion“ (1993)
- „Alien Love Secrets“ (1995)
- „Fire Garden“ (1996)
- „G3: Live in Concert“ (1997; с Джо Сатриани и Ерик Джонсън)
- „The Ultra Zone“ (1999)
- „The Seventh Song“ (2000)
- „Alive in an Ultra World“ (2001)
- „The Elusive Light and Sound, Vol. 1“ (2002)
- „The Infinite Steve Vai: An Anthology“ (2003)
- „G3 Live: Rockin' in the Free World“ (2004; с Джо Сатриани и Ингви Малмстийн)
- „Real Illusions: Reflections“ (2005)
- „G3: Live in Tokyo“ (2005; с Джо Сатриани и Джон Петручи)
- „Sound Theories“ (2007)
- „The Story of Light“ (2012)
- „Modern Primitive“ (2016)
- „Inviolate“ (2022)

### С Франк Запа
| Година | Албум                                           | Участие                 |
| ------ | ----------------------------------------------- | ----------------------- |
| 1981   | Tinsel Town Rebellion                           | Ритъм китара, вокали    |
| 1981   | Shut Up 'n Play Yer Guitar                      | Ритъм китара            |
| 1981   | You Are What You Is                             |                         |
| 1982   | Ship Arriving Too Late to Save a Drowning Witch | Невъзможни китарни сола |
| 1983   | The Man from Utopia                             | Невъзможни китарни сола |
| 1984   | Them or Us                                      | Китара                  |
| 1984   | Thing-Fish                                      | Китара, вокали          |
| 1985   | Frank Zappa Meets the Mothers of Prevention     | Китара                  |
| 1987   | Jazz from Hell                                  | Китара                  |
| 1988   | Guitar                                          | Каскадна китара         |
| 1988   | You Can't Do That on Stage Anymore Sampler      | Каскадна китара         |
| 1988   | You Can't Do That on Stage Anymore, Vol. 1      | Каскадна китара         |
| 1989   | You Can't Do That on Stage Anymore, Vol. 3      | Каскадна китара         |
| 1991   | You Can't Do That on Stage Anymore, Vol. 4      | Каскадна китара, вокали |
| 1991   | Beat the Boots I: As An Am                      | Каскадна китара         |
| 1992   | You Can't Do That on Stage Anymore, Vol. 5      | Каскадна китара         |
| 1992   | You Can't Do That on Stage Anymore, Vol. 6      | Каскадна китара         |
| 1995   | Strictly Commercial                             | Китара                  |
| 1997   | Have I Offended Someone?                        | Китара                  |
| 1998   | Cheap Thrills                                   | Китара                  |
| 1999   | Son of Cheep Thrills                            | Китара, вокали          |
|        |                                                 |                         |

### Други Проекти и Участия
| Година | Музикант                       | Албум                                     |
| ------ | ------------------------------ | ----------------------------------------- |
| 1985   | Hershey                        | At The Door                               |
| 1985   | Alcatrazz                      | Disturbing the Peace                      |
| 1985   | Public Image Ltd.              | Album                                     |
| 1986   | Боб Харис                      | The Great Nostalgia                       |
| 1986   | Шенкер & Каролин               | The Epidemics                             |
| 1986   | Дейвид Лий Рот                 | Eat 'Em and Smile / Sonrisa Salvaje       |
| 1986   | Ранди Ковън                    | Funk Me Tender                            |
| 1986   | Western Vacation               | Western Vacation                          |
| 1988   | Дейвид Лий Рот                 | Skyscraper                                |
| 1989   | Уайтснейк                      | Slip of the Tongue                        |
| 1990   | Ребека                         | The Best of Dreams                        |
| 1991   | Алис Купър                     | Hey Stoopid                               |
| 1994   | Уайтснейк                      | Whitesnake's Greatest Hits                |
| 1995   | Ози Озбърн                     | Ozzmosis                                  |
| 1996   | Wild Style                     | Cryin'                                    |
| 1997   | Мунетака Хигучи и Dream Castle | Free World                                |
| 1997   | Джо Сатриани, Ерик Джонсън     | G3: Live in Concert                       |
| 1997   | Дейвид Лий Рот                 | The Best                                  |
| 1998   | Грег Бисонет                   | Gregg Bissonette                          |
| 1998   | Ал Ди Меола                    | The Infinite Desire                       |
| 1999   | Джо Джаксън                    | Symphony No. 1                            |
| 2000   | Уайтснейк                      | The Back to Black Collection              |
| 2000   | Грег Бисонет                   | Submarine                                 |
| 2000   | Тана Харис                     | Thanatopsis                               |
| 2001   | Робин Димаджио                 | Blue Planet                               |
| 2001   | Били Шиън                      | Compression                               |
| 2003   | Ерик Сардинас                  | Black Pearls                              |
| 2003   | Стийв Лъкадър & Приятели       | SantaMental                               |
| 2003   | Hughes Turner Project          | HTP 2                                     |
| 2003   | Shankar & Gingger              | One In A Million                          |
| 2003   | Yardbirds                      | Birdland                                  |
| 2004   | Джо Сатриани, Ингви Малмстийн  | G3: Live – Rockin' In The Free World      |
| 2004   | Motörhead                      | Inferno                                   |
| 2004   | Боб Карпънтър                  | The Sun, The Moon, The Stars              |
| 2004   | Майк Кенили                    | Vai: Piano Reductions, Vol. 1             |
| 2005   | Джон Уоери                     | Songs for Sanity                          |
| 2005   | Дейв Уейнер                    | Live at Astoria DVD                       |
| 2005   | Джо Сатриани, Джон Петручи     | G3: Live in Tokyo                         |
| 2006   | The Devin Townsend Band        | Synchestra                                |
| 2006   | Марти Фрийдман                 | Loudspeaker                               |
| 2006   | Мийт Лоуф                      | Bat out of Hell III: The Monster Is Loose |
| 2007   | Аки Рахимовски                 | U vremenu izgubljenih                     |
| 2007   | Дрийм Тиътър (само глас)       | Systematic Chaos                          |
| 2007   | Ерос Рамацоти                  | E²                                        |
| 2008   | Джейсън Бекър                  | Колекция                                  |
| 2009   | Spinal Tap                     | Back fron the dead                        |

### Саундтрак
| Година | Саундтрак                                                                                           | Вид        |
| ------ | --------------------------------------------------------------------------------------------------- | ---------- |
| 1986   | Crossroads („Кръстопъти“)                                                                           | Филм       |
| 1987   | Dudes („Пичове“)                                                                                    | Филм       |
| 1991   | Bill & Ted's Bogus Journey: Music from the Motion Picture („Невероятното пътешествие на Бил и Тед“) | Филм       |
| 1992   | Encino Man („Първобитен човек“)                                                                     | Филм       |
| 1994   | PCU                                                                                                 | Филм       |
| 1997   | Formula 1                                                                                           | Видео игра |
| 2001   | Ghosts of Mars („Призраци от Марс“)                                                                 | Филм       |
| 2004   | Halo 2 Soundtrack Volume 1                                                                          | Видео игра |
| 2006   | Halo 2 Soundtrack Volume 2                                                                          | Видео игра |
| 2008   | Guitar Hero III: Virtuoso Track Pack                                                                | Видео игра |

## Награди и номинации

### Грами
- 1990 „Най-добър рок инструментален албум“ „Passion & Warfare“ Номинация
- 1994 „Най-добро инструментално рок изпълнение“ за „Sofa“ от „Zappa's Universe“ Спечелил
- 1995 „Най-добро рок инструментално изпълнение“ за „Tender Surrender“ от „Alien Love Secrets“ Номинация
- 1997 „Най-добро рок инструментално изпълнение“ за „For the Love of God“ от „G3: Live in Concert“ Номинация
- 1999 „Най-добро рок инструментално изпълнение“ за „Windows to the Soul“ от „The Ultra Zone“ Номинация
- 2001 „Най-добро рок инструментално изпълнение“ за „Whispering a Prayer“ от „Alive in an Ultra World“ Номинация
- 2001 „Най-добро поп инструментално заместване“ като продуцент и тонарежисьор Спечелил
- 2006 „Най-добро рок инструментално изпълнение“ за „Lotus Feet“ Номинация
- 2008 „Най-добро рок инструментално изпълнение“ за „The Attitude Song“ Номинация
- 2009 „Peaches En Regalia“ – Zappa Plays Zappa Спечелил

### Guitar Player Magazine
- 1986 Най-добър рок китарист
- 1987 Най-добър китарист
- 1987 Най-добър рок китарист
- 1988 Най-добър рок китарист
- 1989 Най-добър рок китарист
- 1990 Най-добър рок китарист
- 1990 Най-добър китарист
- 1990 Най-добър китарен албум
- 1990 Най-добър метъл китарист
- 1995 Галерията на величията
- 1995 Най-добър рок китарист (поделена с Джими Пейдж)
- 1995 3-то място за най-добър китарист
- 1995 Най-добър експериментален китарист (поделена с Buckethead)
- 1995 3-то място за най-добър метъл запис
- 1995 2-ро място за най-добър китарен запис
- 1995 3-то място за най-добър метъл китарист

### Guitar World
- 1989 Най-добър рок китарист
- 1990 Най-ценен китарист (поделена със Стиви Рей Вон)
- 1990 Най-добър албум
- 1990 Най-добър рок китарист
- 1990 Най-добро китарно соло („For the Love of God“)

### International Music Award Nomination
- 1990 Най-добър китарист

### Kerrang
- 1989 Най-добър рок китарист
- 1990 Китарист на годината
- 1993 Най-добро хардрок изпълнение